# 西村彦次
西村 彦次(にしむら ひこじ、1920年10月26日 - 2003年1月25日）は、日本の経営者。マンダム社長、会長を務めた。大阪府出身。

## 経歴
1941年に関西学院大学文学部英文科を卒業。桃谷順天舘での勤務を経て、1947年に金鶴香水に転じ1949年に専務を経て、1961年5月には丹頂(のちのマンダム)社長に就任。1980年8月に会長、1995年6月に取締役相談役を経て、1998年6月には相談役に就任。
1983年11月に藍綬褒章を受章。
2003年1月25日、腎臓癌のために死去。82歳没。